# Reinhard Marx
Reinhard Marx (Geseke, 21. rujna 1953.) njemački je kardinal Katoličke Crkve. Služi kao nadbiskup Münchena i Freisinga. Imenovan je kardinalom 2010. godine.
Marx je bio kritičan prema nekim aspektima kapitalizma, a također je promovirao neke ideje o ekonomskim reformama. Dok je bio biskup Triera, kritizirao je kulturu pohlepe u modernom kapitalizmu i pozivao menadžere da prihvate socijalne komponente socijalnog tržišnog gospodarstva.